# 宇宙服衛星

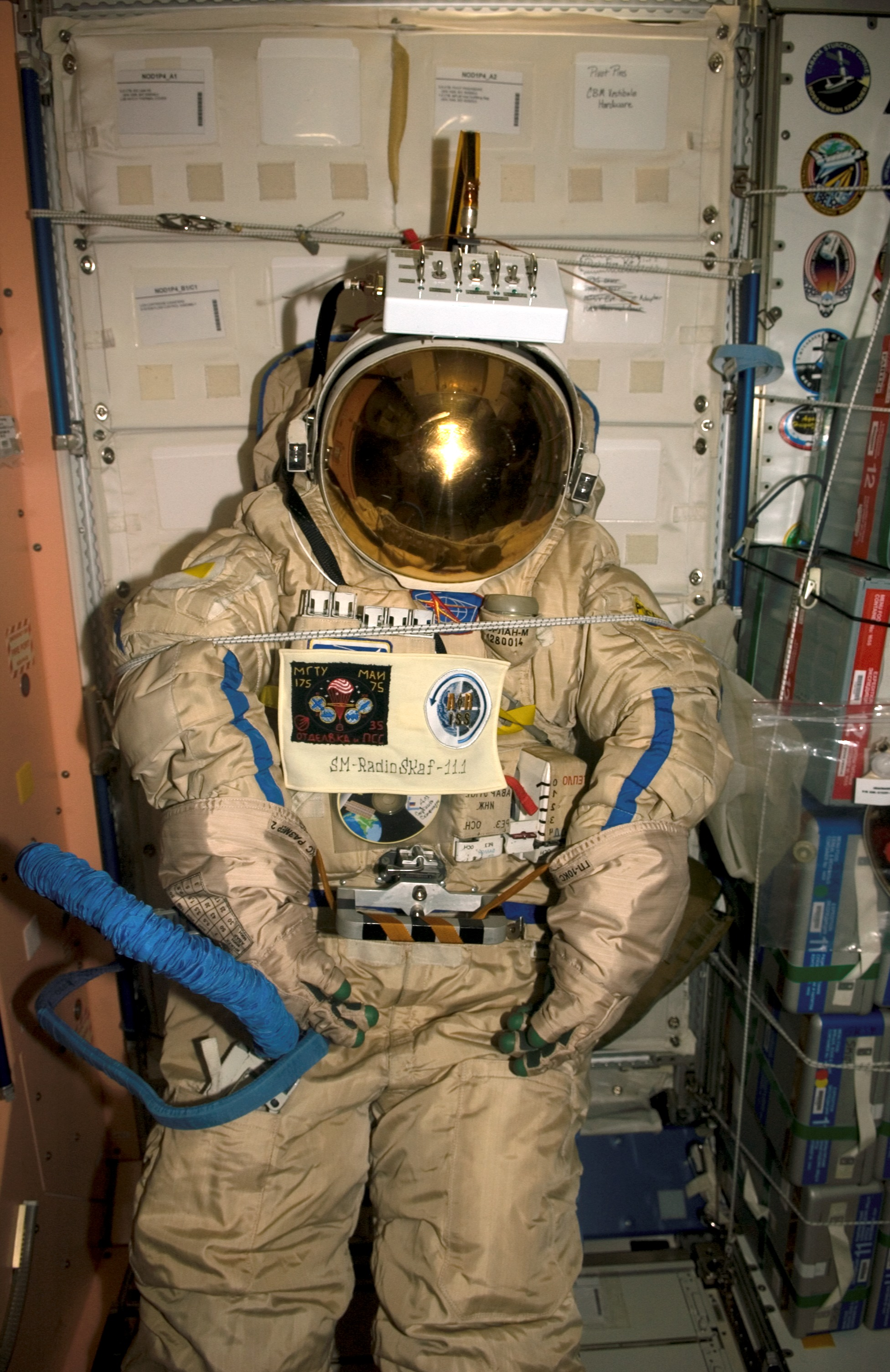
ISS内で撮影した SuitSat-1

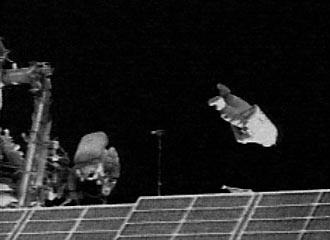
SuitSat-1 の放出

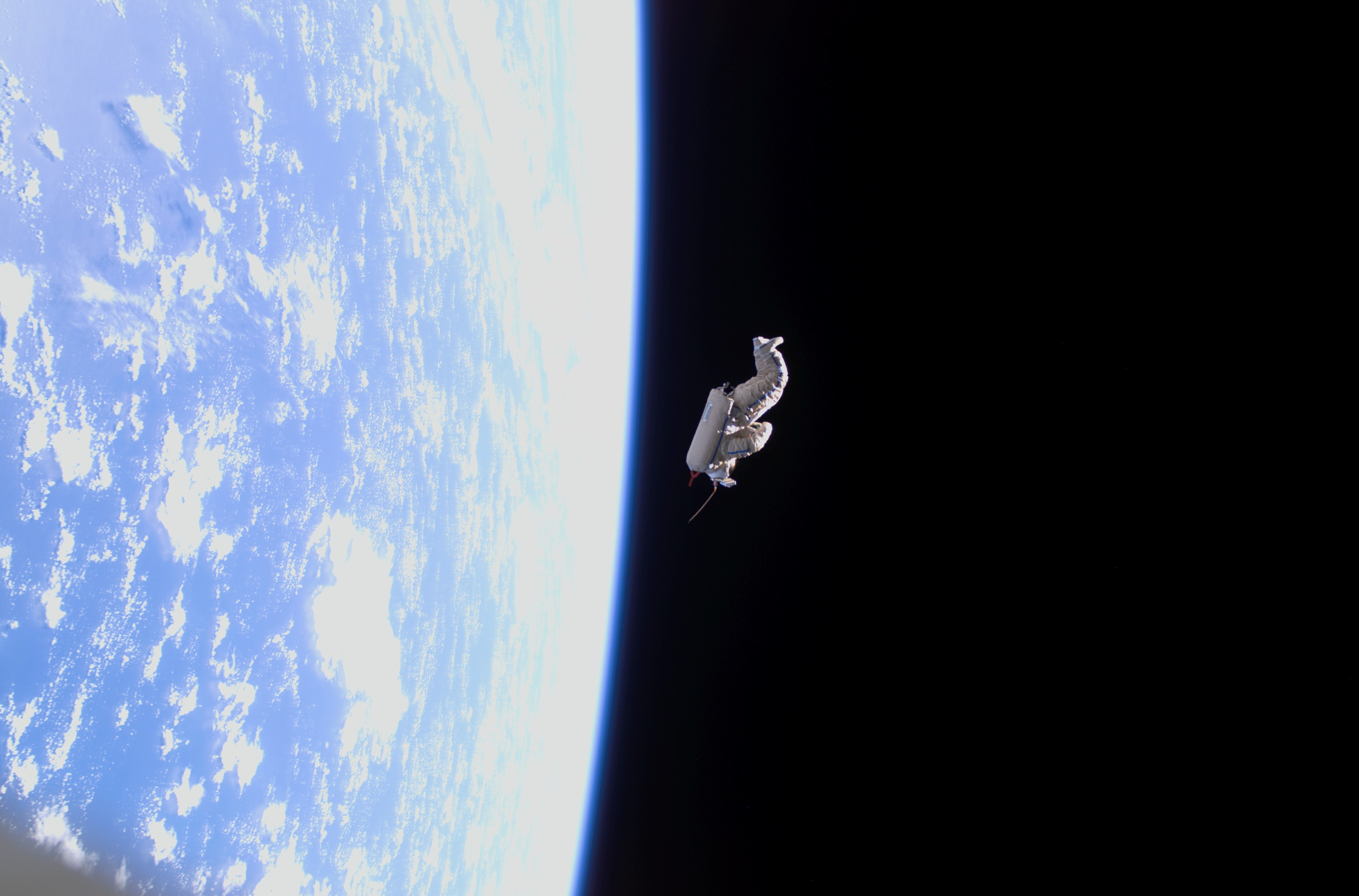
宇宙空間を漂流する SuitSat-1

宇宙服衛星（うちゅうふくえいせい、SuitSat、スーツサット）は、国際宇宙ステーション(ISS)で用廃になったロシア製の船外活動(EVA)用宇宙服を転用した、アマチュア無線衛星。2006年2月に1号機が放出されたが、2号機は実現していない。

## SuitSat-1
2005年、本来ならプログレス補給船の帰路に積み込まれ、ゴミとして大気圏突入時に焼却処分される予定だった使用済のロシア製オルラーン宇宙服に、2m(144MHz)帯ハンディ無線機 KENWOOD TH-2 とセンサ類、制御機器、電池を搭載し、人工衛星に仕立てるプランが、モスクワ大学の学生達によって浮上。
ロシア連邦宇宙局とアメリカ航空宇宙局がこれに協力し、共にアマチュア無線従事者免許を持つ、第12次長期滞在クルー隊長ウィリアム・S・マッカーサーとヴァレリー・トカレフ飛行士が、地上から届けられた機器の搭載を行った。
スーツサット-1(SuitSat-1)と名付けられたこの宇宙服衛星（5回の船外活動に使用したOrlan-M #14を利用）は、船外活動を行ったトカレフ飛行士の手で2006年2月3日23:02(UTC)に国際宇宙ステーション(ISS)のロシア棟のエアロックから船外に投げ出され、地球周回低軌道を周期約90分で漂流し始めた。
同衛星は 145.99MHz FM 500mW で、ロシア・スペイン・ドイツ・フランス・アメリカ・日本の各国の学生が録音した友好メッセージと、300枚以上の Robot 36 形式 SSTV画像、衛星ステータスの音声テレメトリを自動送出し、RS0RS(AMSAT OSCAR-54)と正式に命名された。
受信報告書には各国のアマチュア無線連盟から記念ベリカード(QSL)が発行される他、各国語のメッセージには合言葉が含まれていて、これを聴き取ればアワード（特別賞）が与えられる予定だった。 
ところが地球を2周回程したところでリチウムイオン電池が低温で凍結し、送信出力が極端に低下。その後、機器からの発熱で宇宙服内が熱平衡状態に達し、微弱ながらも自動的に送信を再開した。当初予定では地上から軽便な無線機でも受信できるはずだったが、衛星通信やEME用の本格的な設備においても好条件が揃わないと受信できない珍局になってしまった。2月5日からはARISS(Amateur Radio station on ISS, NA1SS)基地局が 437.80MHz FM 10W でクロスバンドレピータ中継を急遽実施したが、受信状態はほとんど改善されなかった。
2月17日11:00(UTC)頃の音声テレメトリを最後に受信レポートが途絶え、電池の消耗によって活動停止状態に陥ったものと思われる。翌18日にはシンガポールのアマチュア天文家が地上からの画像撮影に成功した。
9月7日16:00(UTC)頃、オーストラリア沖の南極海上で大気圏に突入し消滅したと考えられている。

## SuitSat-2
前回の失敗の反省を踏まえて、2006年から2号機の計画を進めていたが、オーラン宇宙服の廃棄スケジュールとうまく合わず実現はしなかった。
SuitSat-2として作られていた機器はARISSat-1(Kedr)と呼ばれる小型衛星に使われる事になり、2011年1月のプログレスM-09M補給船でISSに運ばれ、2011年8月の船外活動時にこの衛星は放出された。この衛星では、アマチュア無線機器への電力は衛星の太陽電池から供給された。Kedr衛星は2012年1月4日に大気圏に再突入した。